# Bale-Mountains-Nationalpark
Der Bale-Mountains-Nationalpark (engl.: Bale Mountains National Park) ist ein Schutzgebiet in der äthiopischen Region Oromia. Er wurde 1969 ausgewiesen und schützt die größte zusammenhängende alpine Landschaft in ganz Afrika. 2023 wurde der Nationalpark in das UNESCO-Welterbe aufgenommen.

## Geographie
Der Nationalpark hat eine Fläche von 2471 km² und liegt zwischen 1550 m und 4377 m Meereshöhe. Es ist die höchste Region im südlichen Äthiopien und liegt ca. 420 km südlich von Addis Abeba. Die Parkverwaltung ist in der Stadt Dinsho.
Der Tulu Dimtu ist mit 4377 m der zweithöchste Berg Äthiopiens.

## Fauna
Der Park gilt als sogenannter „Hot Spot“ der biologischen Vielfalt, da sich die dortigen Artengemeinschaften in absoluter Isolation entwickeln konnten.
Als besonders selten und schützenswert gilt der hier beheimatete Äthiopische Wolf. Etwa die Hälfte des Gesamtbestandes von nur noch 450 Tieren lebt im Nationalpark. Um den Erhalt dieser Art bemühen sich sowohl die Zoologische Gesellschaft Frankfurt, als auch das Ethiopian Wolf Conservation Programm (EWCP) in Kooperation mit der Universität Oxford, der äthiopischen Regierung und von National Geographic. Außerdem sind noch die Vorkommen von Bergnyalas und der Äthiopischen Grünmeerkatze erwähnenswert sowie die Tatsache, dass neun endemische Arten Nagetiere vorkommen, darunter die Riesenklettermaus (Megadendromus nikolausi) und die Riesenmaulwurfsratte (Tachyoryctes macrocephalus). Von den 78 im Nationalpark nachgewiesenen Säugetierarten sind 20 in Äthiopien endemisch.
Im Nationalpark wurden bisher über 280 Vogelarten nachgewiesen, darunter von den 17 in Äthiopien endemische Arten alleine sieben: Goldhalspieper, Gelbkopfpapagei, Strichelbrustkiebitz, Schwarzkopfgirlitz, Singtimalie, Wacholderspecht und die Meisensängerart Parisoma greaventris.
Unter den weiteren bemerkenswerte Vogelarten sind viele Greifvögel wie Schelladler, Kaiseradler, Klippenadler, Savannenadler, Steppenadler, Steppenweihe, Augurbussard, Lannerfalke, Rötelfalke, und Bartgeier zu erwähnen. Aber auch der Klunkerkranich und die Rougetralle finden im Park ihren Lebensraum.

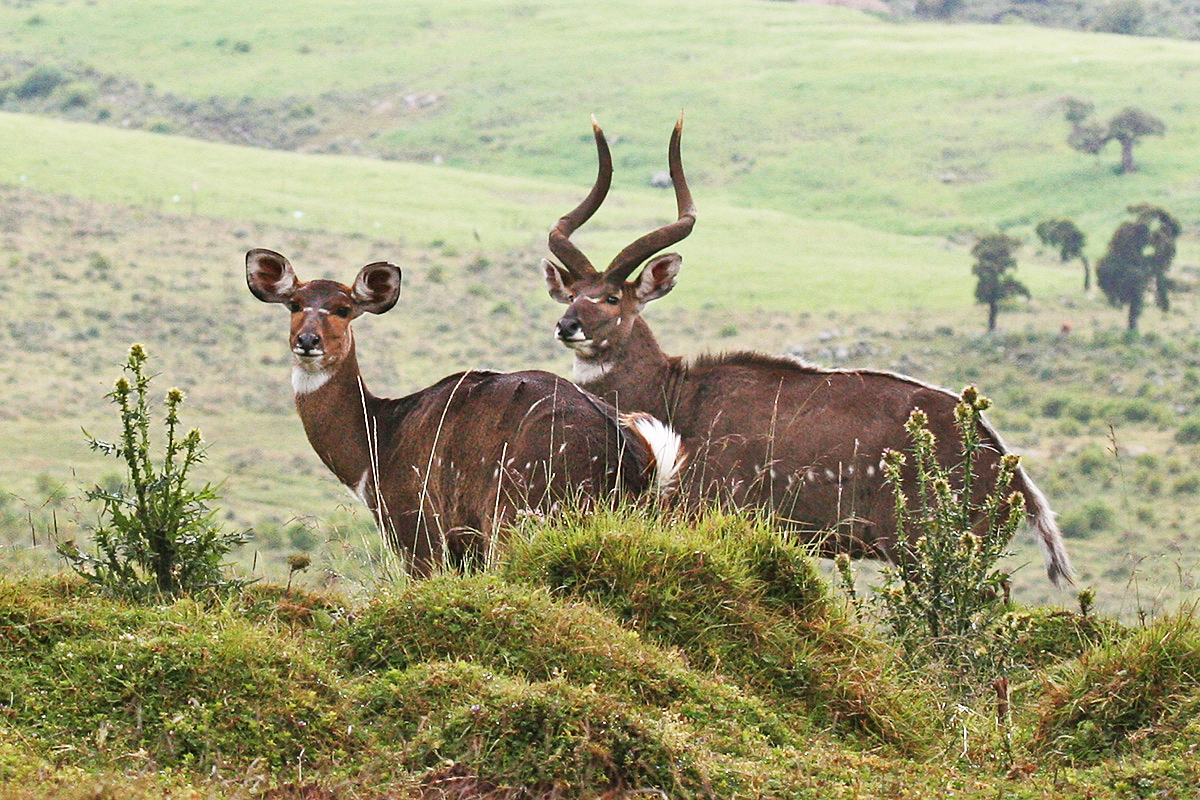
Bergnyalas im Nationalpark
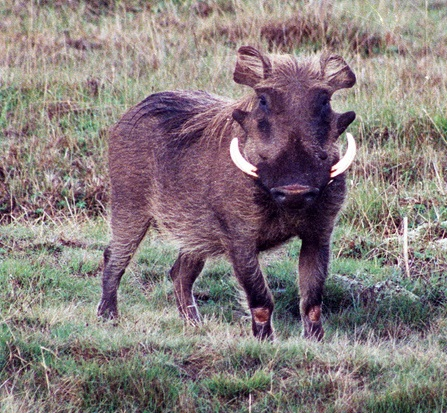
Warzenschwein
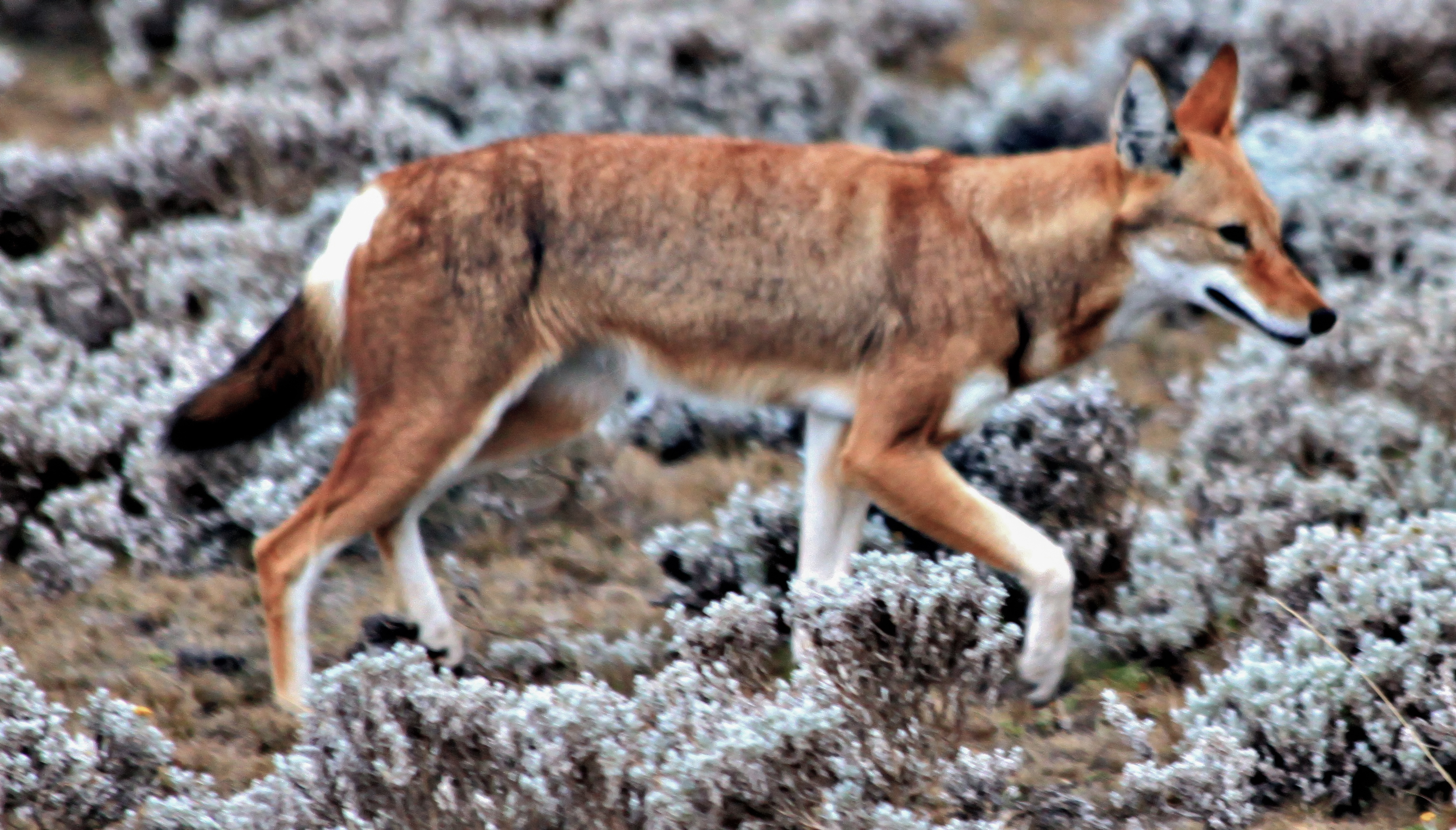
Äthiopischer Wolf
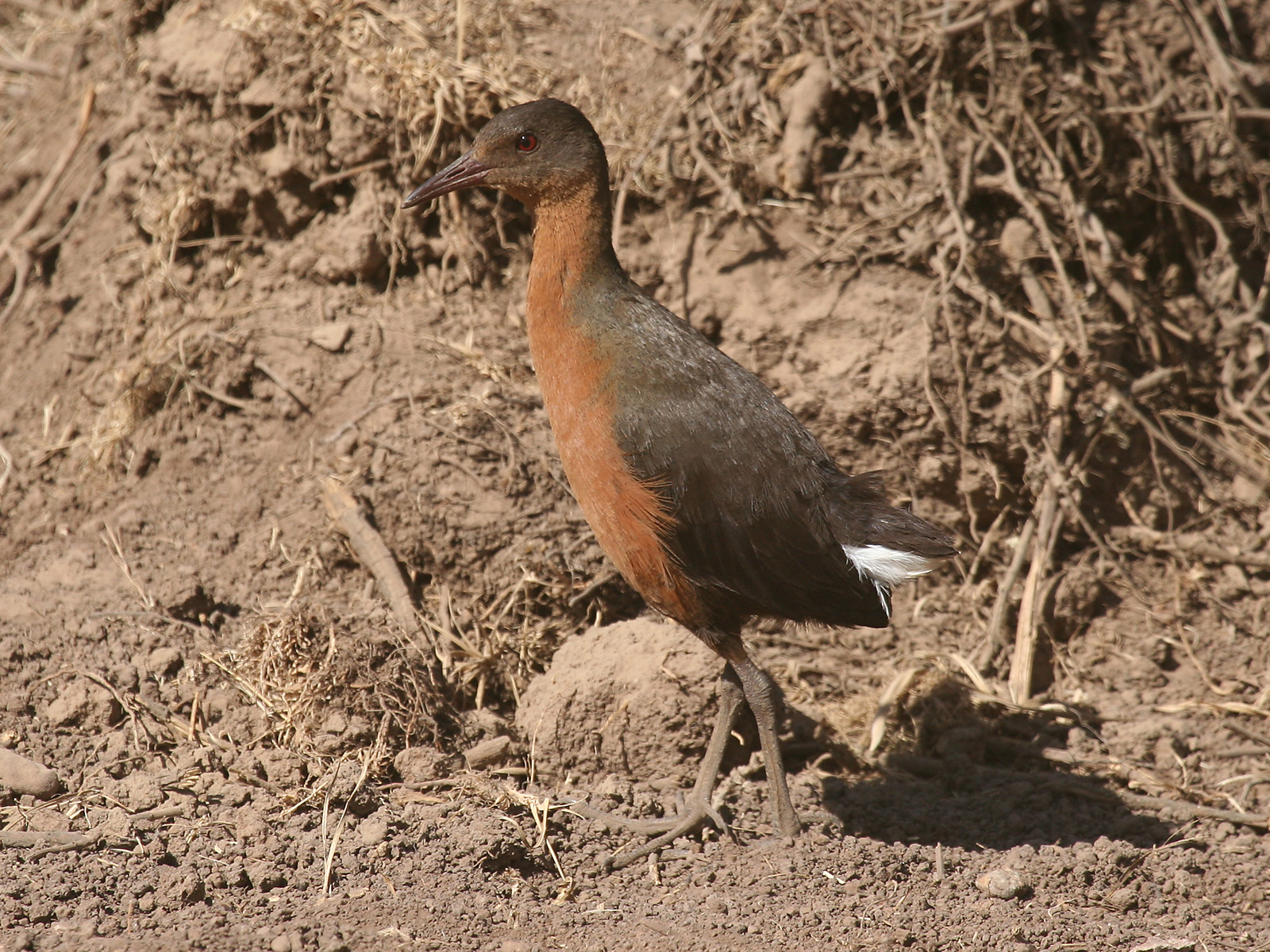
Rougetralle

## Flora
Aufgrund der extremen Höhenunterschiede innerhalb des Parks herrscht eine gemischt alpine Flora vor. Kennzeichnend sind allerdings die allgegenwärtigen Wacholder-Bäume.